# Stanisław Trynkowski
Stanisław Trynkowski – polski urzędnik.
W okresie zaboru austriackiego w latach 80. XIX wieku był sekretarzem Towarzystwa „Stella”. Został sekretarzem założonego w 1885 Koła Śpiewackiego Polskiego w Poznaniu i jego wieloletnim członkiem.
Po odzyskaniu przez Polskę niepodległości był prokurentem i wicedyrektorem w zarządzie Banku Wzajemnych Ubezpieczeń „Vesta” w Poznaniu.
2 maja 1924 został odznaczony Krzyżem Kawalerskim Orderu Odrodzenia Polski „w uznaniu zasług, położonych dla Rzeczypospolitej Polskiej na polu rozwoju wzajemnych ubezpieczeń”.